# Saint-Max
Pour les articles homonymes, voir Max.
Saint-Max [sɛ̃ maks] est une commune française située dans le département de Meurthe-et-Moselle, en région Grand Est.

## Géographie

### Situation
La ville de Saint-Max est située au nord-est de la France, dans la proche banlieue est de Nancy, au niveau du 48e parallèle nord, sur la rive droite de la Meurthe. Sa superficie est de 185 hectares. Administrativement, Saint-Max est le chef-lieu du canton éponyme, et fait partie de la deuxième circonscription de Meurthe-et-Moselle, comprenant Vandœuvre-lès-Nancy et Saint-Max. Depuis 1996, elle fait partie de la communauté urbaine du Grand Nancy aux côtés de dix-neuf autres communes.

### Communes limitrophes
Saint-Max est limitrophe de cinq communes, toutes situées en Meurthe-et-Moselle et réparties géographiquement de la manière suivante :

### Géologie et relief
La ville est adossée aux coteaux méridionaux du plateau de Sainte-Geneviève et du plateau de Malzéville, qui culmine à 384 mètres d'altitude, le point la plus haut de la commune se situant à 342 mètres. Le point le plus bas est situé au niveau du ruisseau du Grémillon, à 193 mètres d'altitude.

### Hydrographie

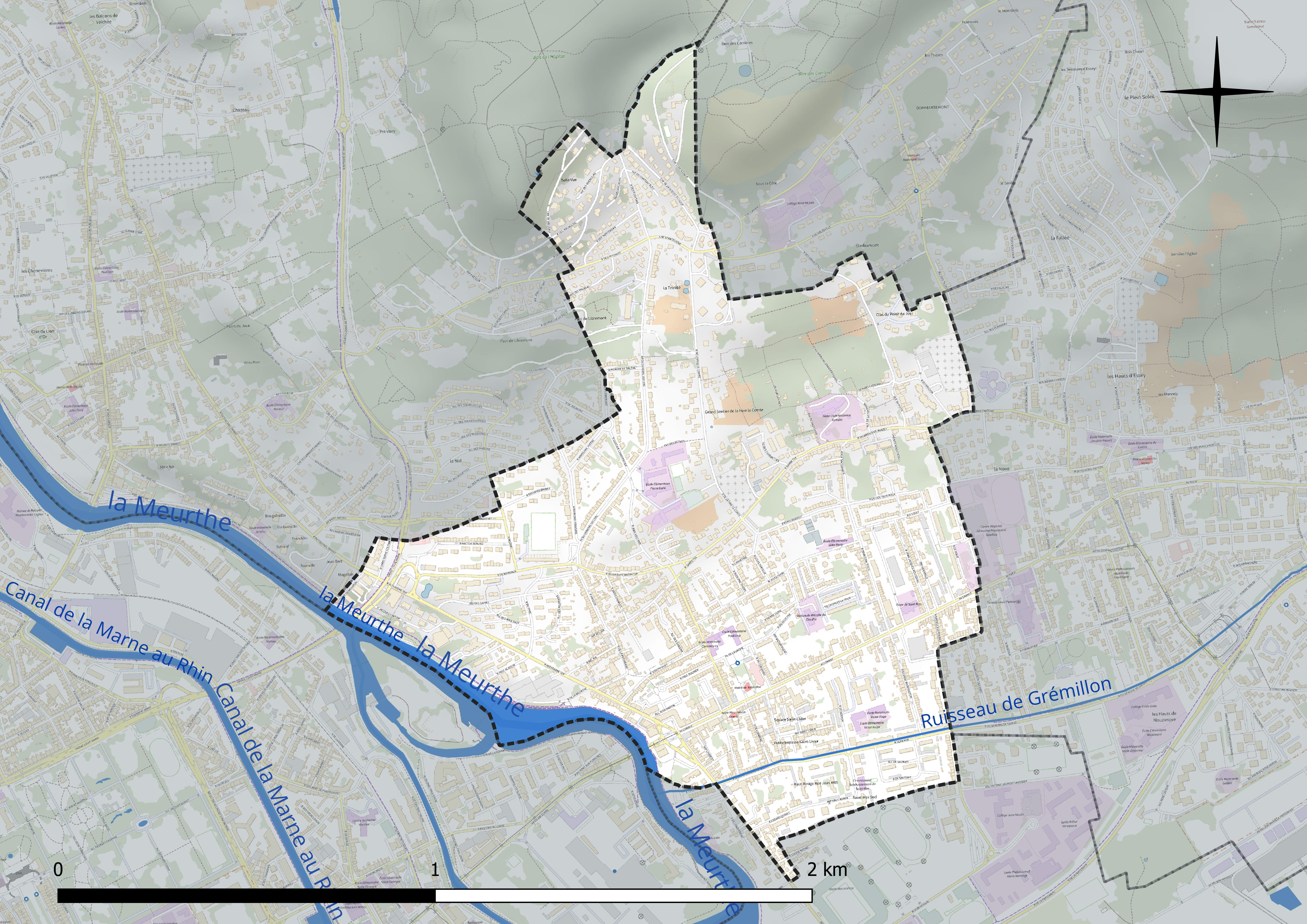
Réseau hydrographique de Saint-Max.

La commune est dans le bassin versant du Rhin au sein du bassin Rhin-Meuse. Elle est drainée par la Meurthe et le ruisseau de Gremillon,.
Saint-Max est limitrophe sur sa frontière ouest de la Meurthe qui la sépare de Nancy. D'une longueur de 161 km, elle prend sa source dans la commune du Valtin et se jette  dans la Moselle à Pompey, après avoir traversé 53 communes. Les caractéristiques hydrologiques de la Meurthe sont données par la station hydrologique située sur la commune de Malzéville. Le débit moyen mensuel est de 40,2 m3/s. Le débit moyen journalier maximum est de 751 m3/s, atteint lors de la crue du 27 mai 1983. Le débit instantané maximal est quant à lui de 808 m3/s, atteint le 4 octobre 2006.
Le risque d’inondation existe, en cas de ruissellement trop important. Du 21 au 22 mai 2012, un orage de type système convectif de méso-échelle a provoqué des pluies diluviennes (103 mm en 3 heures à la station Nancy-Essey) qui ont submergé plusieurs rues et entrainé plusieurs millions d'euros de dégâts.

### Climat
Pour des articles plus généraux, voir Climat du Grand Est et Climat de Meurthe-et-Moselle.
En 2010, le climat de la commune est de type climat océanique dégradé des plaines du Centre et du Nord, selon une étude du Centre national de la recherche scientifique s'appuyant sur une série de données couvrant la période 1971-2000. En 2020, Météo-France publie une typologie des climats de la France métropolitaine dans laquelle la commune est exposée à un climat semi-continental et est dans la région climatique  Lorraine, plateau de Langres, Morvan, caractérisée par un hiver rude (1,5 °C), des vents modérés et des brouillards fréquents en automne et hiver. 
Pour la période 1971-2000, la température annuelle moyenne est de 10 °C, avec une amplitude thermique annuelle de 17 °C. Le cumul annuel moyen de précipitations est de 790 mm, avec 12,3 jours de précipitations en janvier et 9,2 jours en juillet. Pour la période 1991-2020, la température moyenne annuelle observée sur la station météorologique de Météo-France la plus proche, « Nancy-Essey », sur la commune de Tomblaine à 2 km à vol d'oiseau, est de 11,0 °C et le cumul annuel moyen de précipitations est de 746,3 mm. 
La température maximale relevée sur cette station est de 40,1 °C, atteinte le 24 juillet 2019 ; la température minimale est de −24,8 °C, atteinte le 21 février 1956,,. 
| Mois                                  | jan.             | fév.             | mars             | avril           | mai             | juin           | jui.          | août           | sep.            | oct.            | nov.             | déc.             | année      |
| ------------------------------------- | ---------------- | ---------------- | ---------------- | --------------- | --------------- | -------------- | ------------- | -------------- | --------------- | --------------- | ---------------- | ---------------- | ---------- |
| Température minimale moyenne (°C)     | −0,2             | 0                | 2,1              | 4,5             | 8,7             | 12,2           | 14,2          | 13,9           | 10,2            | 7,1             | 3,4              | 1                | 6,4        |
| Température moyenne (°C)              | 2,6              | 3,5              | 6,9              | 10,2            | 14,2            | 17,9           | 20            | 19,6           | 15,6            | 11,3            | 6,4              | 3,5              | 11         |
| Température maximale moyenne (°C)     | 5,4              | 7,1              | 11,6             | 15,8            | 19,8            | 23,5           | 25,8          | 25,4           | 20,9            | 15,5            | 9,4              | 6                | 15,5       |
| Record de froid (°C) date du record   | −21,6 13.01.1968 | −24,8 21.02.1956 | −15,9 04.03.1965 | −6,8 02.04.1958 | −4,2 03.05.1960 | 1,6 05.06.1953 | 2 01.07.1962  | 2,8 26.08.1966 | −1,3 24.09.1948 | −7,9 27.10.1950 | −12,7 23.11.1998 | −21,3 30.12.1939 | −24,8 1956 |
| Record de chaleur (°C) date du record | 16,8 05.01.1999  | 20,8 27.02.19    | 26 31.03.21      | 29,3 18.04.1949 | 33 28.05.17     | 37,2 26.06.19  | 40,1 24.07.19 | 39,3 08.08.03  | 34,4 15.09.20   | 27,6 13.10.23   | 22,7 02.11.20    | 18,5 16.12.1989  | 40,1 2019  |
| Ensoleillement (h)                    | 524              | 801              | 1 396            | 1 812           | 2 056           | 2 235          | 2 348         | 2 194          | 1 719           | 1 046           | 521              | 432              | 17 083     |
| Précipitations (mm)                   | 64,4             | 54,8             | 54,1             | 44,3            | 67,9            | 56             | 63            | 67,2           | 61,1            | 66,5            | 68,9             | 78,1             | 746,3      |

| Diagramme climatique                                  |          |             |             |             |            |            |              |              |             |            |        |
| J                                                     | F        | M           | A           | M           | J          | J          | A            | S            | O           | N          | D      |
| 5,4−0,264,4                                           | 7,1054,8 | 11,62,154,1 | 15,84,544,3 | 19,88,767,9 | 23,512,256 | 25,814,263 | 25,413,967,2 | 20,910,261,1 | 15,57,166,5 | 9,43,468,9 | 6178,1 |
| Moyennes : • Temp. maxi et mini °C • Précipitation mm |          |             |             |             |            |            |              |              |             |            |        |

Les paramètres climatiques de la commune ont été estimés pour le milieu du siècle (2041-2070) selon différents scénarios d'émission de gaz à effet de serre à partir des nouvelles projections climatiques de référence DRIAS-2020. Ils sont consultables sur un site dédié publié par Météo-France en novembre 2022.

## Urbanisme

### Typologie
Au 1er janvier 2024, Saint-Max est catégorisée grand centre urbain, selon la nouvelle grille communale de densité à sept niveaux définie par l'Insee en 2022.
Elle appartient à l'unité urbaine de Nancy, une agglomération intra-départementale regroupant 28  communes, dont elle est une commune de la banlieue,,. Par ailleurs la commune fait partie de l'aire d'attraction de Nancy, dont elle est une commune du pôle principal,. Cette aire, qui regroupe 353 communes, est catégorisée dans les aires de 200 000 à moins de 700 000 habitants,.

### Occupation des sols
L'occupation des sols de la commune, telle qu'elle ressort de la base de données européenne d’occupation biophysique des sols Corine Land Cover (CLC), est marquée par l'importance des territoires artificialisés (97,1 % en 2018), en augmentation par rapport à 1990 (85,8 %). La répartition détaillée en 2018 est la suivante : zones urbanisées (95,8 %), forêts (2,9 %), zones industrielles ou commerciales et réseaux de communication (1,3 %). L'évolution de l’occupation des sols de la commune et de ses infrastructures peut être observée sur les différentes représentations cartographiques du territoire : la carte de Cassini (XVIIIe siècle), la carte d'état-major (1820-1866) et les cartes ou photos aériennes de l'IGN pour la période actuelle (1950 à aujourd'hui).

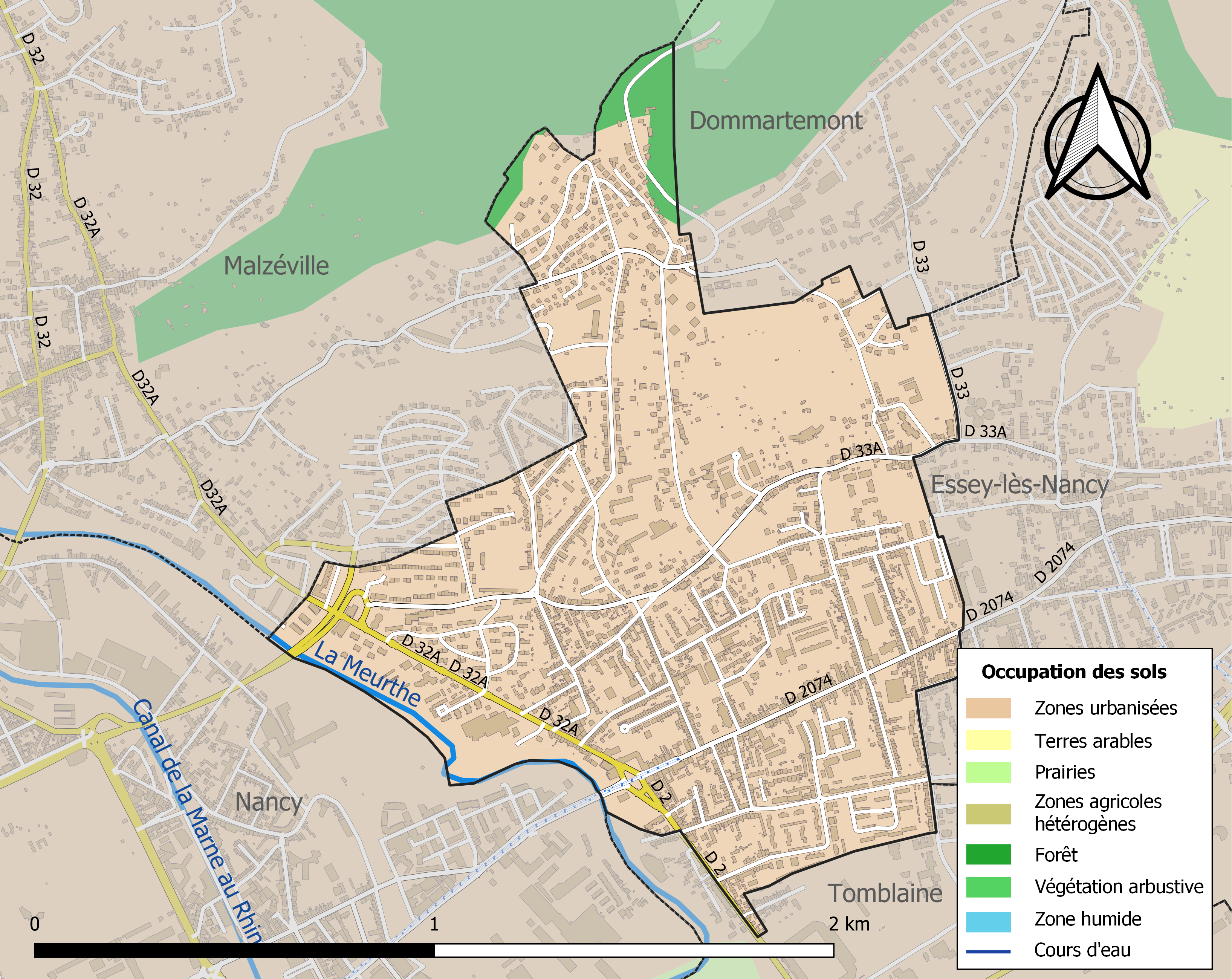
Carte des infrastructures et de l'occupation des sols de la commune en 2018 (CLC).

## Toponymie

### Mentions anciennes
Après 1263, on trouve la mention de ce petit village dans de nombreux textes mais avec des appellations variant dans le temps :
- au XIIIe siècle, Saint-Mard ;
- au XVe siècle, Saint-Marc ;
- au XVIe siècle, Sainct-May, Sainct-Marc, Sainct-Mach et Saint-Maix ;
- au XVIIIe siècle, Saint-Mâ puis enfin Saint-Max, le nom actuel apparaissant pour la première fois en 1772 ;
- au cours de la Révolution française, la commune porte le nom de Max-la-Montagne[19].

### Nom dialectal et prononciation
En lorrain : Saint-Mâ ou plus précisément Saint-Maâr avec la voyelle lorraine [â], longue et fortement accentuée. Mâ et Mâr sont des variantes régionales de Médard. En 2020 on entend encore, mais cela devient rare, des anciens Lorrains prononcer le nom de la commune avec une sorte de [r] final expiré et amuï. Dans son Dictionnaire historique des rues de Nancy, Emile Badel dénonce la corruption verbale des toponymes lorrains contenant une lettre [x]. Il explique que celle-ci s'est peu à peu substituée à la lettre grecque [χ] (chi) utilisée au Moyen Âge pour représenter un phonème proche du [ch] allemand ou de la jota espagnole, très fréquent en lorrain-roman que les philologues notent le plus souvent [hh]. On le retrouve aussi en breton orthographié [c'h]. Aujourd'hui encore, [χ] est la lettre de l'alphabet phonétique pour représenter le son qui a disparu de ces toponymes lorrains.

#### Blason populaire
Les habitants étaient[Quand ?] surnommés : les loups d'Saint-Maâ.

## Histoire
Saint-Max semblerait remonter aux premiers temps de la conquête de la Gaule par les Romains : le Chemin stratégique s'appelait autrefois « Chemin des Romains ». Il traverse « La Gueule le Loup » et  jusqu'au plateau de Malzéville. Il menait probablement à un camp entouré de fossés et de talus puisque des vestiges (murs) ont été retrouvés au-dessus de la Trinité, ainsi que les médailles, fibules et tombeaux.
Au Moyen Âge, Saint-Max, Essey et Dommartemont sont groupés en une seigneurie, le village d'Essey étant le plus important des trois.
Pendant plusieurs siècles, Saint-Max aura l’aspect d’un petit village dont les habitations sont groupées pour la plupart autour de l’église Saint-Médard, quelques maisons se situant un peu à l’écart, au pont d’Essey.
Toutefois, au XVIe siècle, Saint-Max a la renommée de fournir un excellent vin gris fort apprécié à la cour de Lorraine.
En 1866, la localité compte 430 habitants (on en recense aujourd’hui 10 000 dans la cité qui s’est urbanisée tout en prenant soin de son patrimoine).
En 1871, la signature du traité de Francfort va tracer certaines lignes de la destinée de la localité.
En effet, ce traité privant la France d’une partie des départements de la Moselle et de la Meurthe provoque un afflux de population vers  la Lorraine restée française et notamment sur Nancy dont le considérable essor démographique rejaillit sur les villages proches qui deviennent alors des communes de banlieue.

Un autre facteur va concourir au développement économique et démographique de la cité maxoise : l’implantation d’industries à proximité (Nordon, Fruhinsholz, Daum …) dans les bas quartiers de Nancy, le long de la voie ferrée et du canal. 

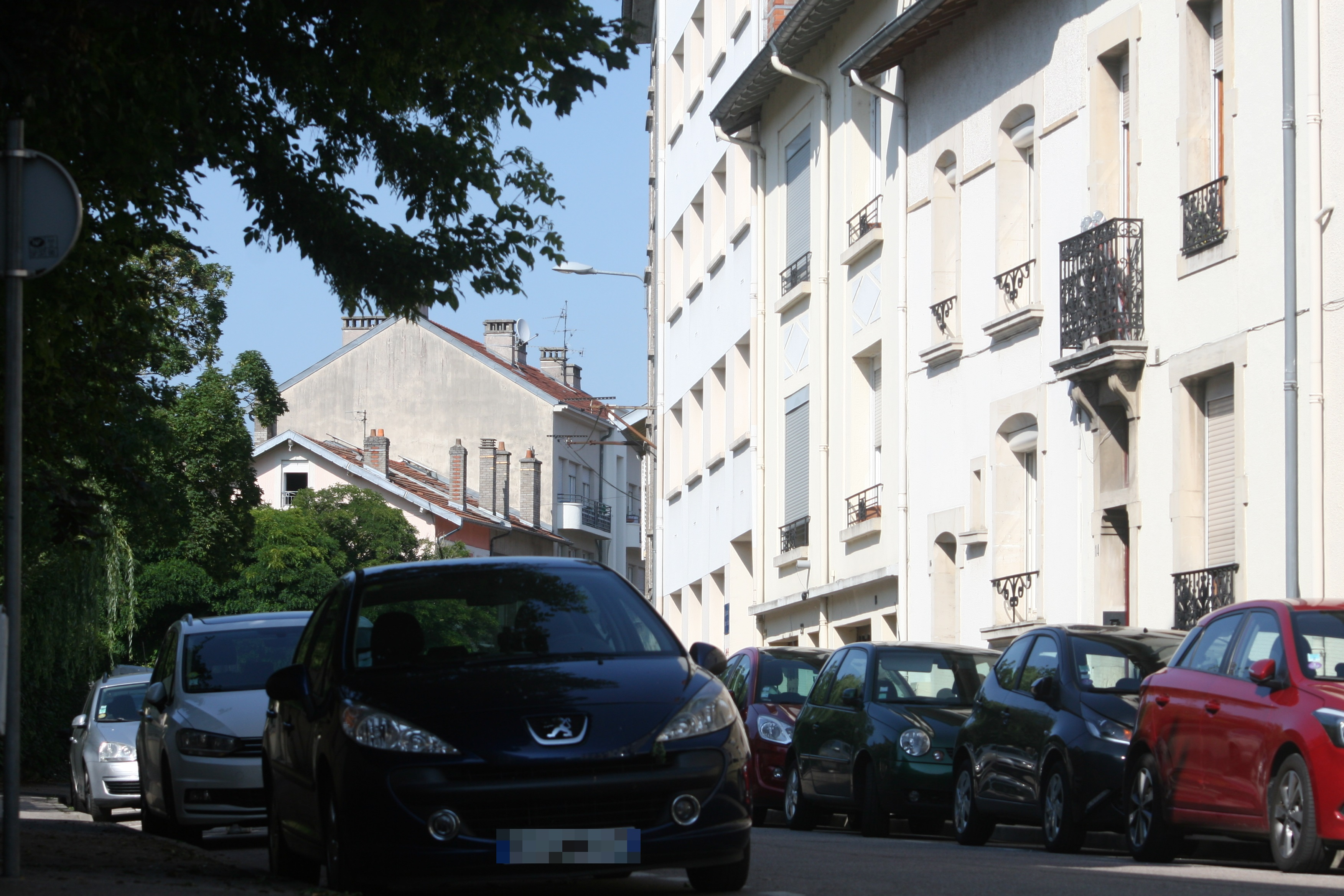
La rue Joseph-Huet.

De 430 habitants en 1866, la population de Saint-Max est passée à près de 3 000 âmes en 1911. Autour de la nouvelle avenue Carnot et de la nouvelle église Saint-Livier dont la mise en chantier avait commencé en 1883 se crée un quartier qui deviendra l’actuel centre-ville.
Cet essor se poursuit malgré la Première Guerre mondiale et durant l’entre-deux-guerres.
De nouvelles rues et de nouveaux quartiers sont bâtis à la faveur des premières mesures prises par les gouvernements de l’époque, encourageant la construction de maisons d’habitation.
La population atteindra 12 489 habitants en 1968.
Ce sera le maximum, car le territoire de la commune est réduit et il est presque entièrement construit.
Dans la soirée du 21 mai 2012, un orage de type MCS diluvien touche la partie nord-est de l'agglomération nancéienne, dont la ville de Saint-Max qui sera très durement touchée. Certaines rues sont envahies par un torrent d'eau boueuse de plus d'un mètre cinquante, plusieurs millions d'euros de dégâts sont à déplorer.

## Politique et administration

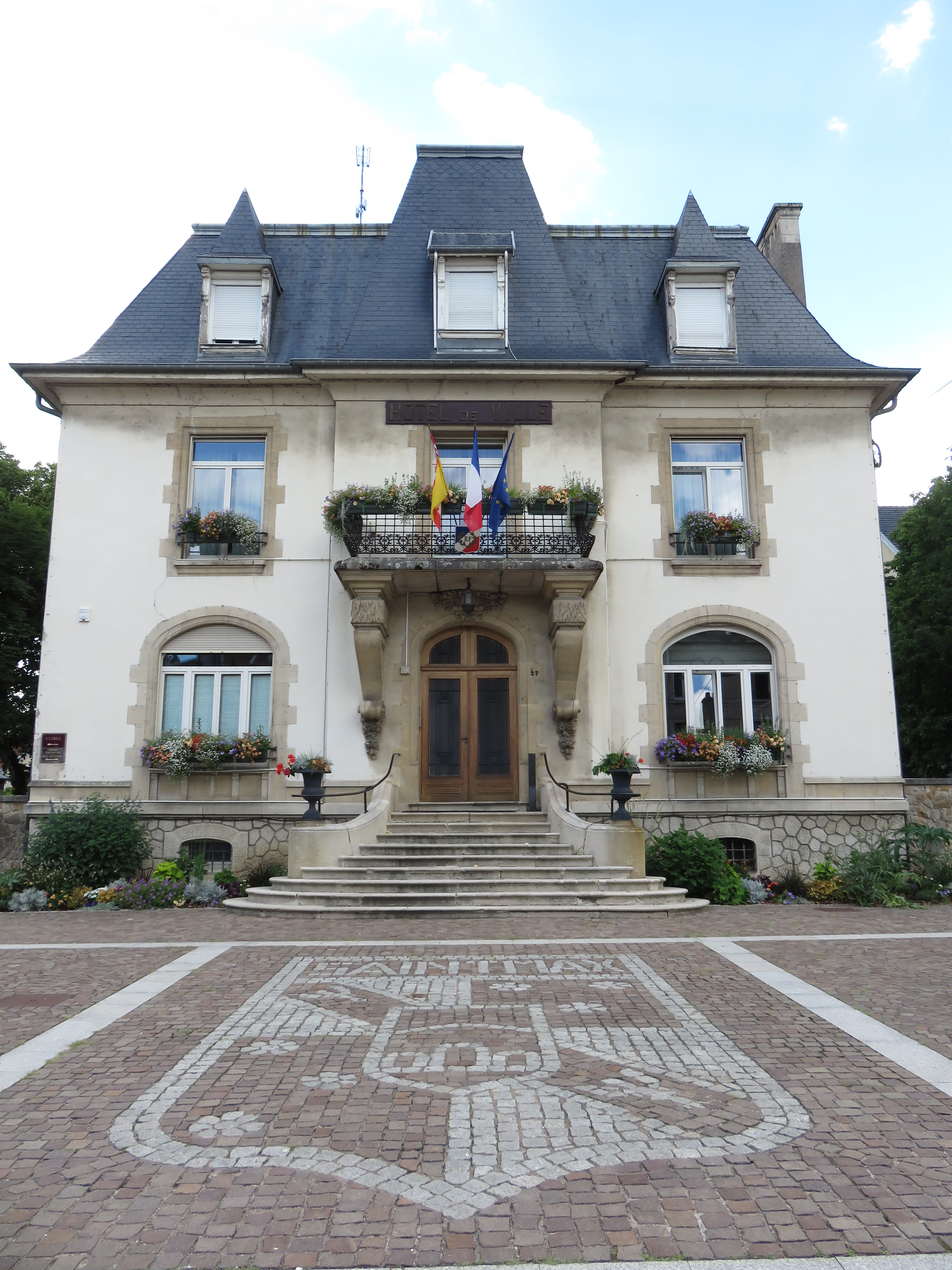
Hôtel de ville en 2018.

### Liste des maires
| Période                                  | Période                    | Identité                                       | Étiquette    | Qualité                                                                                               |
| ---------------------------------------- | -------------------------- | ---------------------------------------------- | ------------ | --- |
| Les données manquantes sont à compléter. |                            |                                                |              | |
| 1944                                     | 1983                       | Marius Choltus (1902-1983)                     | SE (ex-SFIO) | Ingénieur commercial                                                                                  |
| mars 1983                                | 6 juin 2006 (décès)        | Gérard Léonard                                 | RPR puis UMP | Professeur de droit constitutionnel Député de la 2e circonscription de Meurthe-et-Moselle (1986-2006) |
| juin 2006                                | mars 2008                  | Gérard Stoerkel                                | UMP          | |
| mars 2008                                | En cours (au 10 juin 2020) | Éric Pensalfini Réélu pour le mandat 2020-2026 | UMP-LR       | Enseignant Conseiller départemental (depuis 2015)                                                     |

### Jumelages
- Walldorf (Allemagne) depuis 1985.

Jumelage avec la ville d'Amchit Liban.[réf. nécessaire]

## Population et société

### Démographie
L'évolution du nombre d'habitants est connue à travers les recensements de la population effectués dans la commune depuis 1793. Pour les communes de plus de 10 000 habitants les recensements ont lieu chaque année à la suite d'une enquête par sondage auprès d'un échantillon d'adresses représentant 8 % de leurs logements, contrairement aux autres communes qui ont un recensement réel tous les cinq ans,.

En 2022, la commune comptait 10 100 habitants, en évolution de +2,31 % par rapport à 2016 (Meurthe-et-Moselle : −0,13 %, France hors Mayotte : +2,11 %).
| 1793 | 1800 | 1806 | 1821 | 1831 | 1836 | 1841 | 1846 | 1851 |
| ---- | ---- | ---- | ---- | ---- | ---- | ---- | ---- | ---- |
| 200  | 195  | 217  | 252  | 218  | 289  | 329  | 375  | 385  |

| 1856 | 1861 | 1872 | 1876 | 1881  | 1886  | 1891  | 1896  | 1901  |
| ---- | ---- | ---- | ---- | ----- | ----- | ----- | ----- | ----- |
| 392  | 380  | 641  | 908  | 1 427 | 1 797 | 1 727 | 1 904 | 2 058 |

| 1906  | 1911  | 1921  | 1926  | 1931  | 1936  | 1946  | 1954  | 1962  |
| ----- | ----- | ----- | ----- | ----- | ----- | ----- | ----- | ----- |
| 2 394 | 2 920 | 3 427 | 3 912 | 4 423 | 4 996 | 5 380 | 6 600 | 8 521 |

| 1968   | 1975   | 1982   | 1990   | 1999   | 2006   | 2011  | 2016  | 2021   |
| ------ | ------ | ------ | ------ | ------ | ------ | ----- | ----- | ------ |
| 12 489 | 12 463 | 11 656 | 11 075 | 10 939 | 10 259 | 9 707 | 9 872 | 10 073 |

| 2022   | - | - | - | - | - | - | - | - |
| ------ | - | - | - | - | - | - | - | - |
| 10 100 | - | - | - | - | - | - | - | - |

### Infrastructures
- Foyer culturel Gérard-Léonard ;
- Centre sportif Henri-Cochet ;
- L’église Saint-Médard ;
- Château centre culturel.

### Enseignement
- École maternelle Clemenceau ;
- École élémentaire Jules-Ferry ;
- Groupe scolaire Pierre-et-Marie-Curie ;
- Groupe scolaire Victor-Hugo ;
- École élémentaire Paul-Lévy.

### Sport, loisirs et culture
- Bibliothèque-médiathèque municipale ;
- Centre sportif Henri-Cochet ;
- Cinéma royal Saint-Max ;
- Espace Victor-Hugo ;
- Stade Mainvaux ;
- Foyer culturel Gérard-Léonard.

### Religion
La religion des maxois sont principalement chrétiens, cependant une grande partie sont musulmans.

### Transports en commun

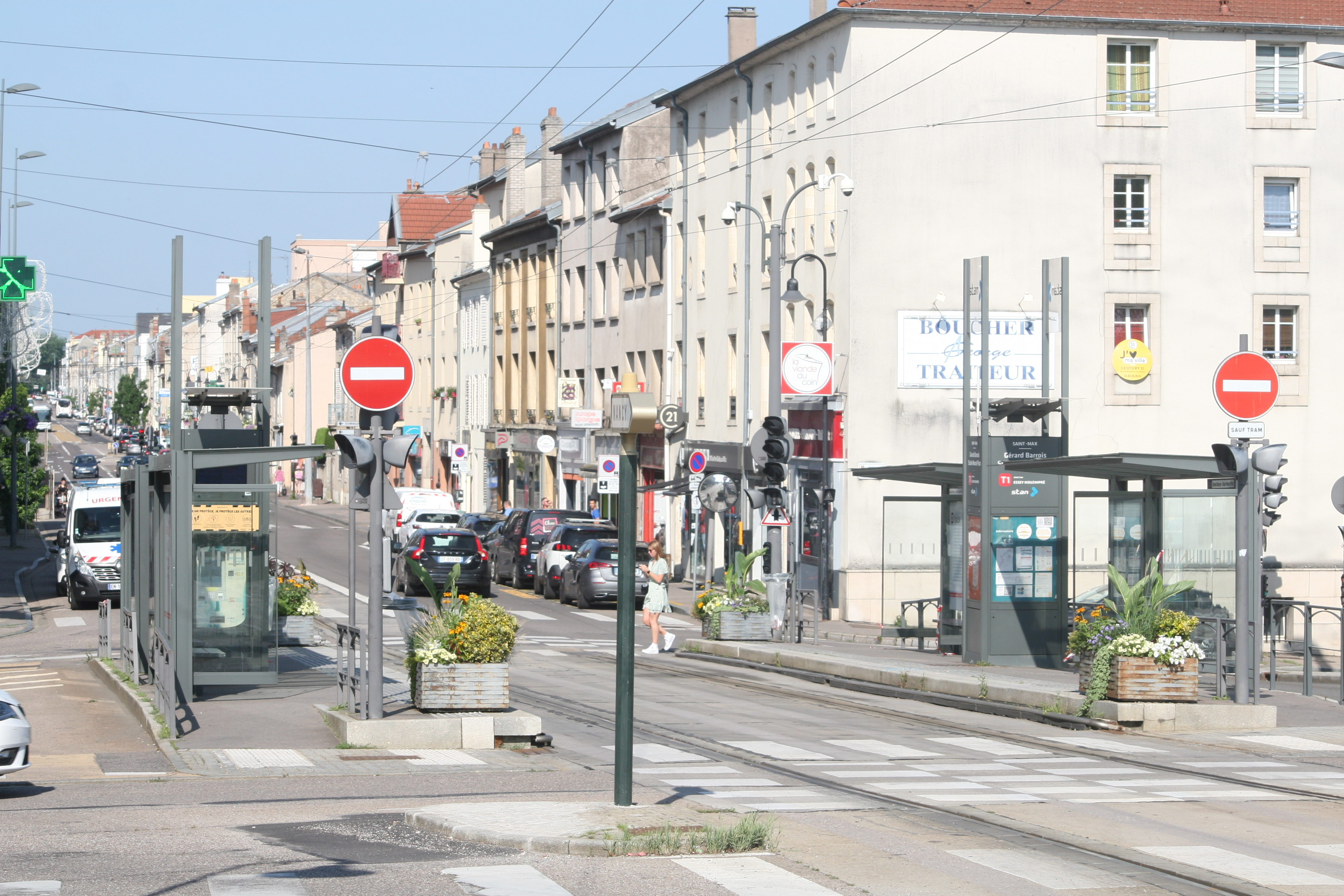
La place Gérard-Barrois, adjoint au maire de 1983 à 1989, où l'on peut retrouver l'arrêt de la ligne T1 portant le même nom.

Saint-Max est reliée au Grand Nancy grâce aux lignes du réseau de transport de l'agglomération nancéienne appelé Réseau Stan :
- Tempo 1 : Essey Mouzimpré - Vandœuvre Brabois-Hôpitaux
- Ligne 13 : Dommartemont - Maxéville St-Jacques
- Ligne 22 : Essey Porte Verte - St Max Gérard Barrois
- Ligne 32 : Essey La Fallée - Maxéville Jean Lamour
- Ligne 54 (scolaire) : Dommartemont Collège R. Nicklès - Malzéville Collège Verlaine
- Ligne 58 (scolaire) : Dommartemont Collège R. Nicklès - Tomblaine Groupe Scolaire

## Économie

### Entreprises
- France Cartes, éditeur de jeux de société et de cartes à jouer.

## Culture et patrimoine

### Lieux et monuments
- Le château centre culturel est une grande demeure de style Napoléon III dont la construction fut achevée en 1874. On peut y admirer, entre autres, un bel escalier en pierre avec une rampe en fer forgé et une cheminée en bois sculpté. En 1955, le château devient la propriété de la ville et y accueille successivement le CREPS, un collège d'enseignement général, un centre de rééducation physique scolaire ; en 1976, la bibliothèque municipale s'y installe puis en 1990, l'école de musique.

Le château a entièrement été rénové en 2013. Les étages 1, 2 et 3 sont occupés par la bibliothèque-médiathèque et des salles associatives. Au rez-de-jardin, côté du parc du château donnant sur la Meurthe, se situe une salle de réception, avec un accès sur une grande terrasse. Au rez-de-chaussée, accessible depuis l'avenue Carnot, se trouve l'entrée principale permettant d'accéder directement au hall d'exposition et aux salons d'honneur. Le château centre culturel a également bénéficié d'un traitement acoustique dans son ensemble.
- Le sentier arboré du bois de Libremont inauguré en 2019[27] avec un totem illustrant la légende de la «Gueule de Loup»[28].

### Édifices religieux
- Église Saint-Livier XIXe siècle néo-gothique : chapiteaux sculptés ; orgue 28 jeux Blési 1883 - restauré Koenig 1995
- Église Saint-Médard : tour romane, chapiteaux XIIe siècle.
- Église Saint-Michel, moderne. À moitié sur le territoire de Malzéville.
- Chapelle de la « Gueule du Loup » oratoire à la limite Saint-Max et Malzéville juste sous le plateau[29].

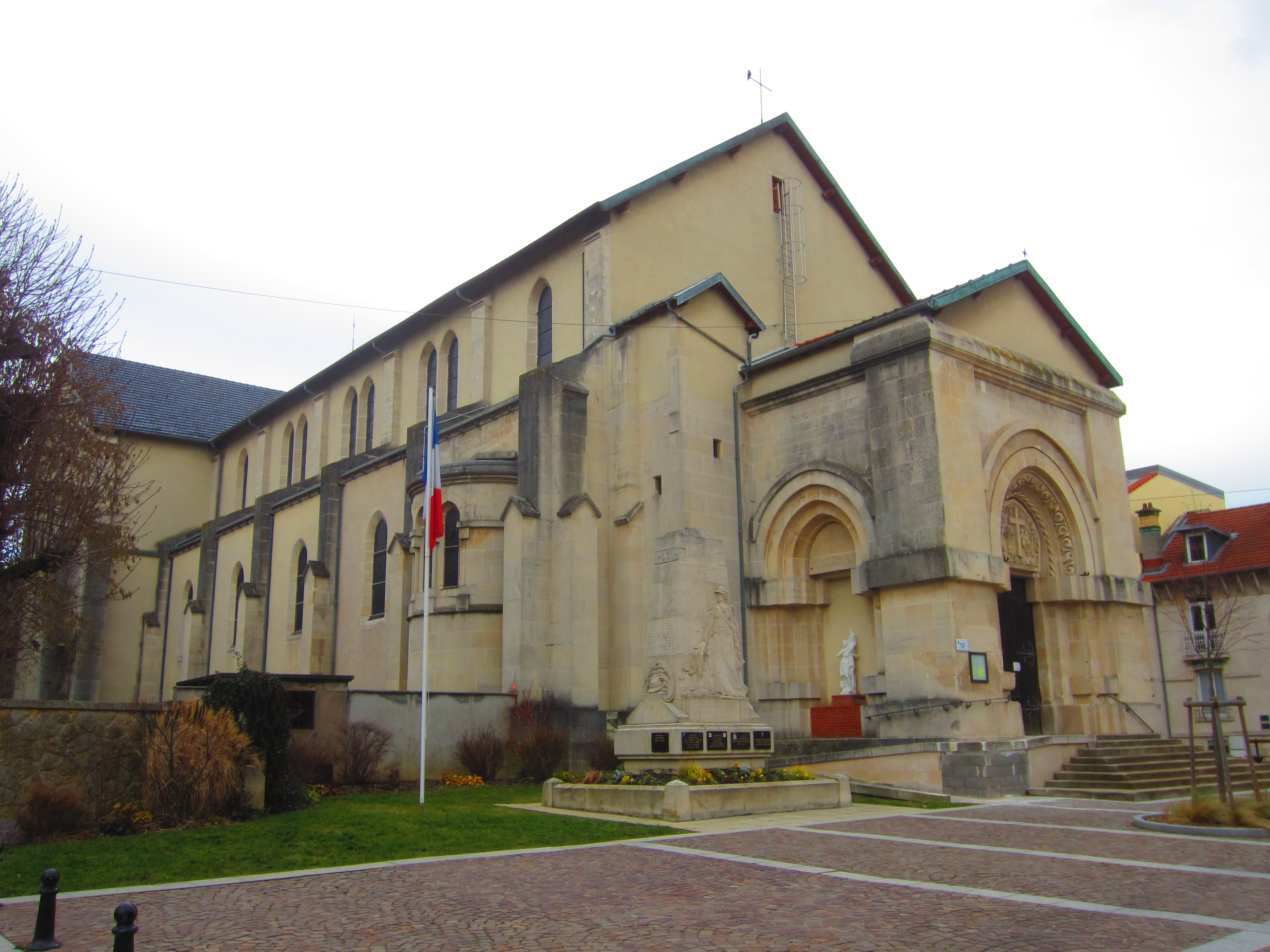
Église Saint-Livier.
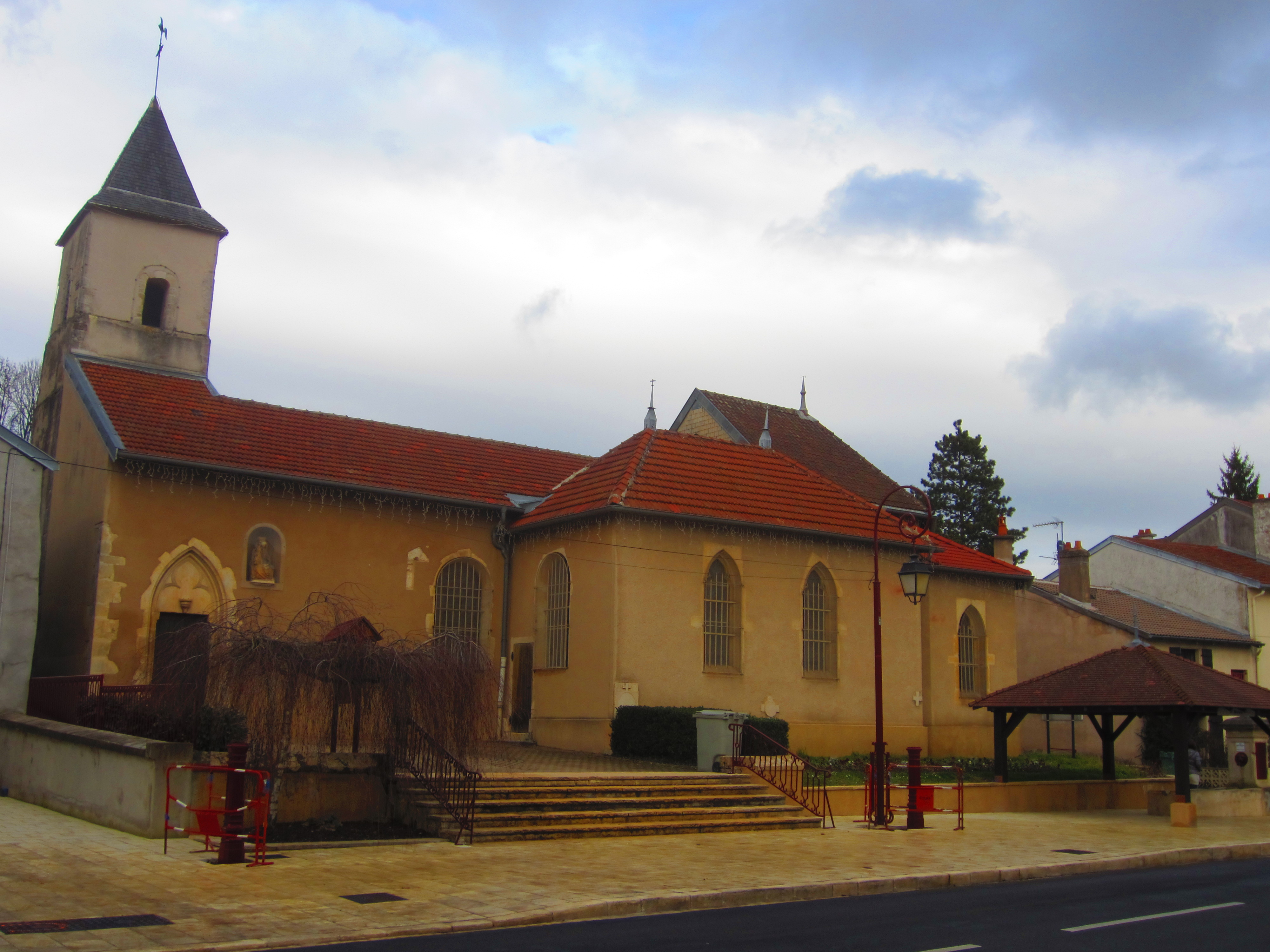
Église Saint-Médard.
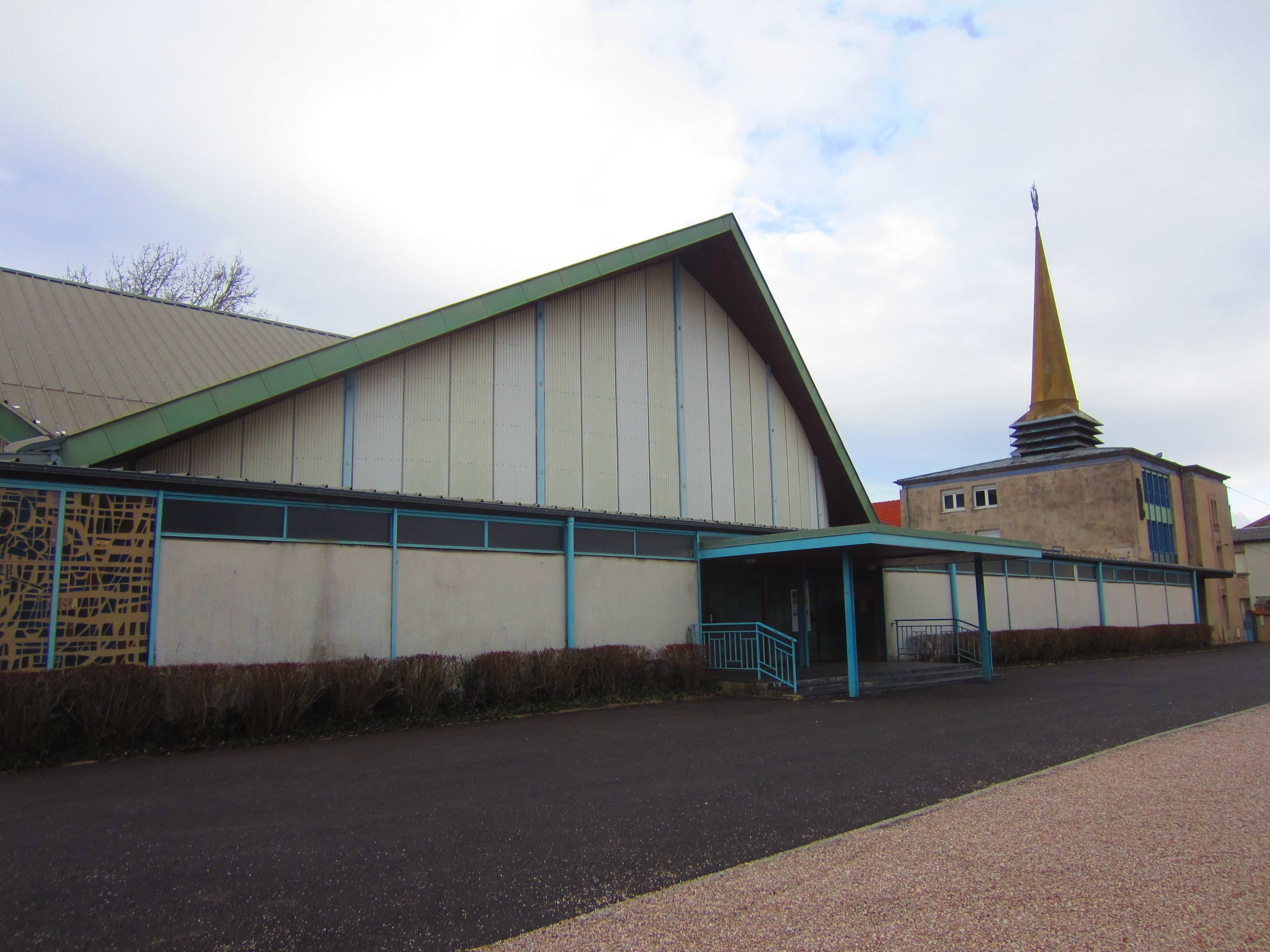
Église Saint-Michel.
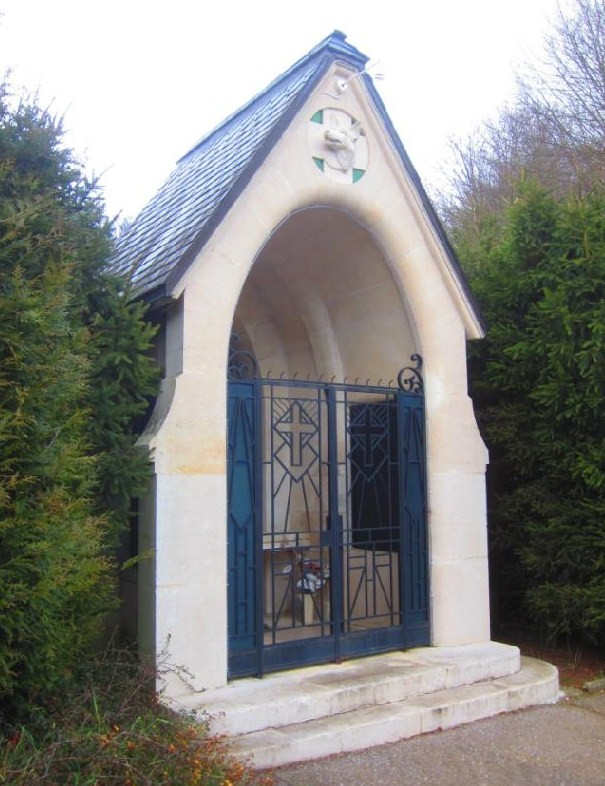
Chapelle de la «Gueule du Loup».
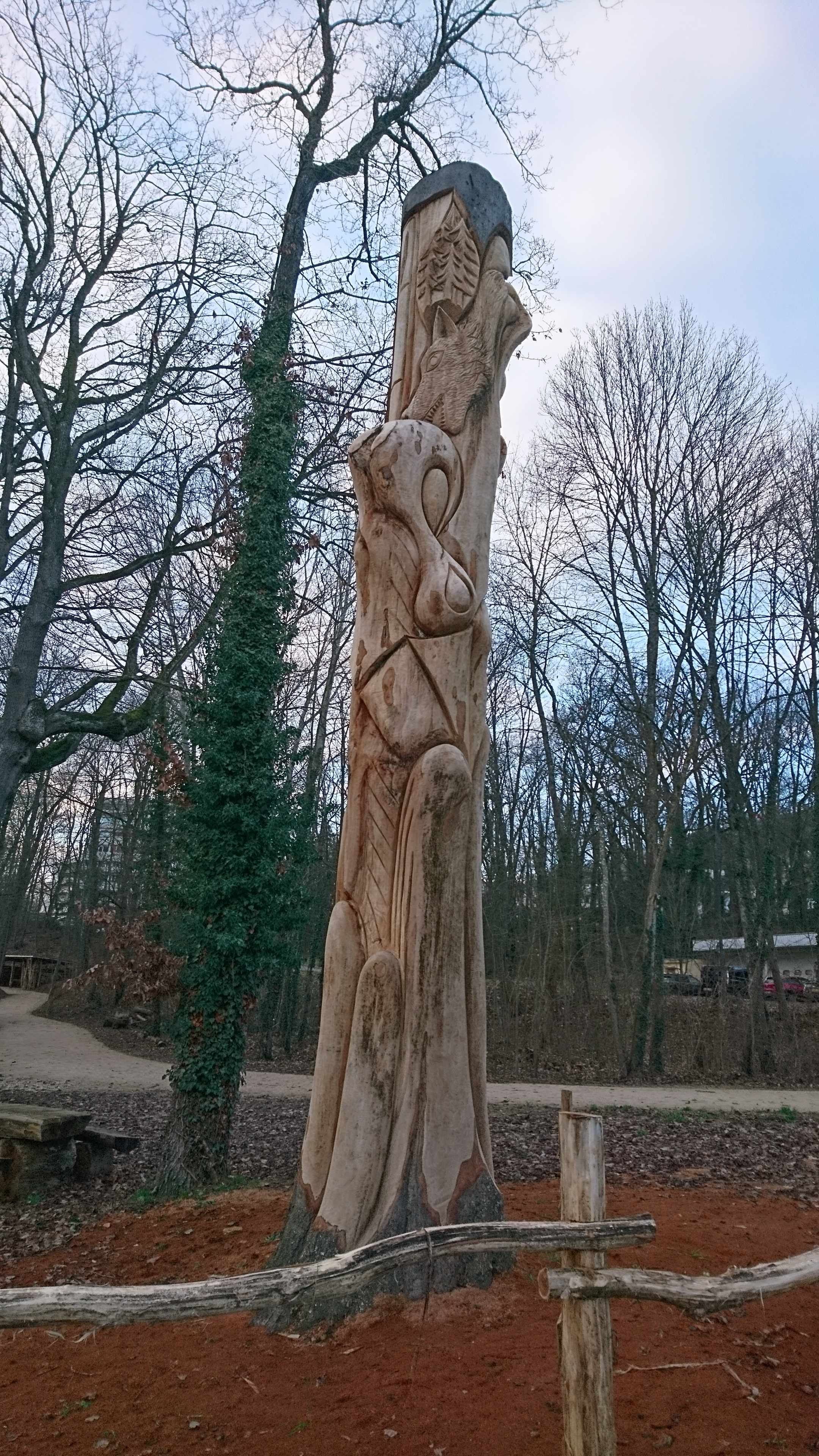
Totem «Gueule du Loup».

### Personnalités liées à la commune
- Charles Laure de Mac-Mahon, 2e marquis d'Éguilly (1775), marquis de Vianges, (8 mai 1752 - Autun † 18 octobre 1830[30] - Saint-Max, Meurthe-et-Moselle), général puis homme politique français des XVIIIe et XIXe siècles.
- Joseph Pérille de Boischâteau dit Pérille-Lacroix, (1804 à Joigny - 1883 à Paris), président de la Société de viticulture de Meurthe-et-Moselle, propriétaire du château et de vignes à Saint-Max, maître de forges à Attignéville (Vosges), grand-père de l'aquafortiste et sculpteur Maurice Bastide du Lude.
- Émile Nicolas (1871-1940),  né à Saint-Max, greffier, critique d'art et botaniste français, membre fondateur de l'École de Nancy.
- Jean Balezo (1915-1987), athlète lorrain né à Saint-Max.
- Manuel da Costa, footballeur international portugais et marocain est né à Saint-Max.
- Olivier Rouyer, ancien footballeur professionnel et commentateur sur Canal+, figure sur la liste UMP lors des élections municipales de 2008 à Saint-Max.
- Michel Platini, footballeur, président de l'UEFA ; ses parents vivant à Saint-Max, Michel Platini s'est marié dans la commune.
- Jean-Claude Rauch, Haut Fonctionnaire, inspecteur général de la Poste, élève au Lycée Henri Poincaré à Nancy, commandeur de la Légion d'honneur, est né en 1936 à Saint-Max.

### Héraldique
| Blason de Saint-Max | Blason  | Écartelé aux 1er et 4e de Lorraine ; aux 2e et 3e de gueules à trois cailloux d'argent ; sur le tout, d'azur au pont de trois arches d'argent posé sur une rivière de sinople. |
| Blason de Saint-Max | Détails | Le blason lorrain indique que Saint Max dépendait des ducs de Lorraine. Les trois cailloux sur fond de gueules constituent le blason du chapitre de la cathédrale Saint-Étienne de Toul, dont Saint Max dépendait également. Le pont sur la Meurthe faisait communiquer Nancy, la capitale, avec tout l'est du duché de Lorraine. Le statut officiel du blason reste à déterminer. |